# Escola Superior de Música de Catalunya
L'Escola Superior de Música de Catalunya (ESMUC) és un centre oficial d'estudis superiors musicals creat l'any 2001, situat a l'edifici de l'Auditori de Barcelona, i és en l'actualitat, l'única institució pública on es poden cursar estudis superiors de música a Catalunya.
Els Graus que s'imparteixen a l'Escola són:
- Interpretació, en els àmbits de Música Clàssica i Contemporània, Jazz i Música Moderna, Música Antiga i Música Tradicional.
- Composició.
- Direcció de cor o orquestra.
- Musicologia.
- Pedagogia, general i específica de cada instrument.
- Sonologia.
- Producció i Gestió.

L'Escola també ofereix altres titulacions superiors: Màsters, Postgrau i Formació continuada.

## Història

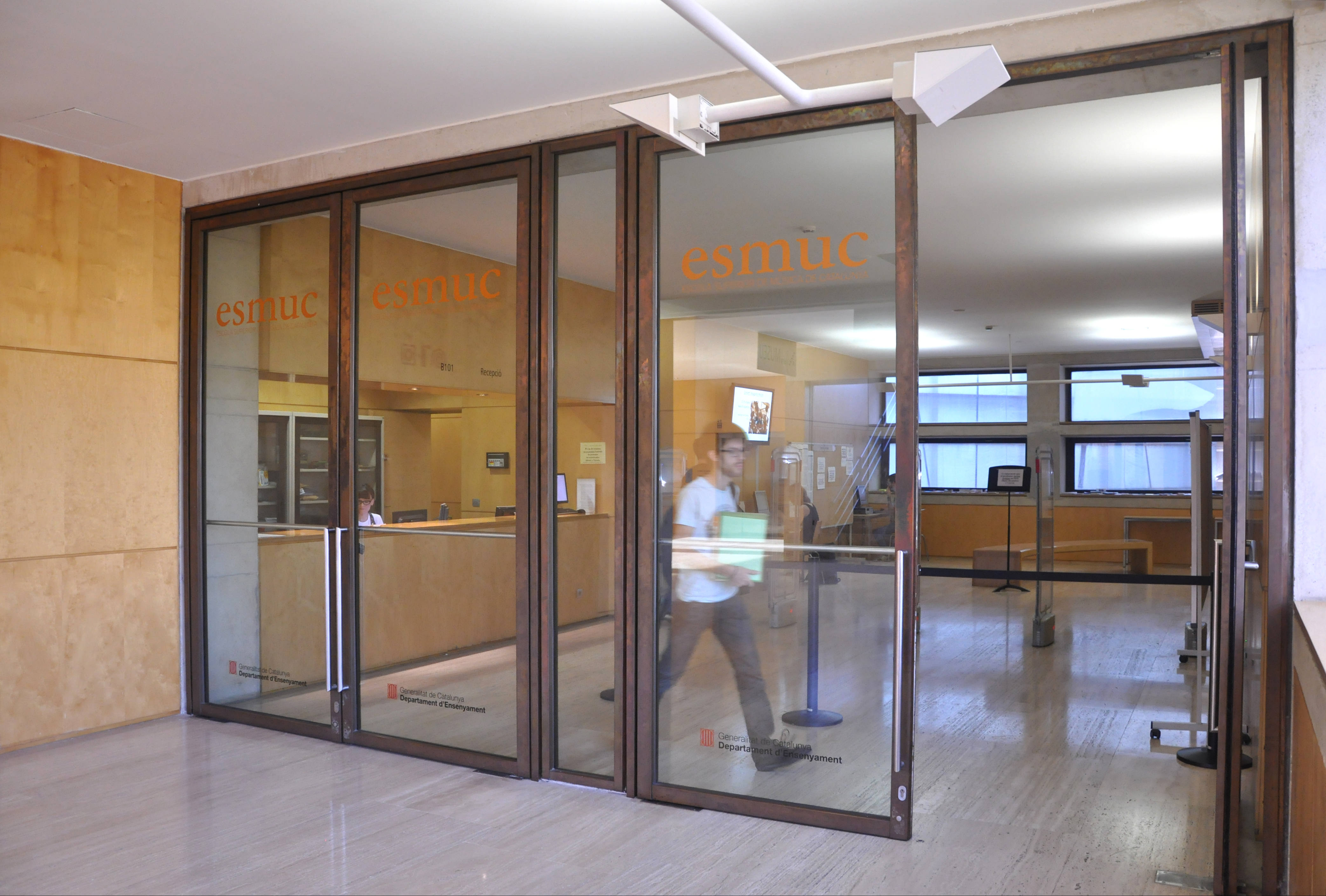
Accés a l'ESMUC.

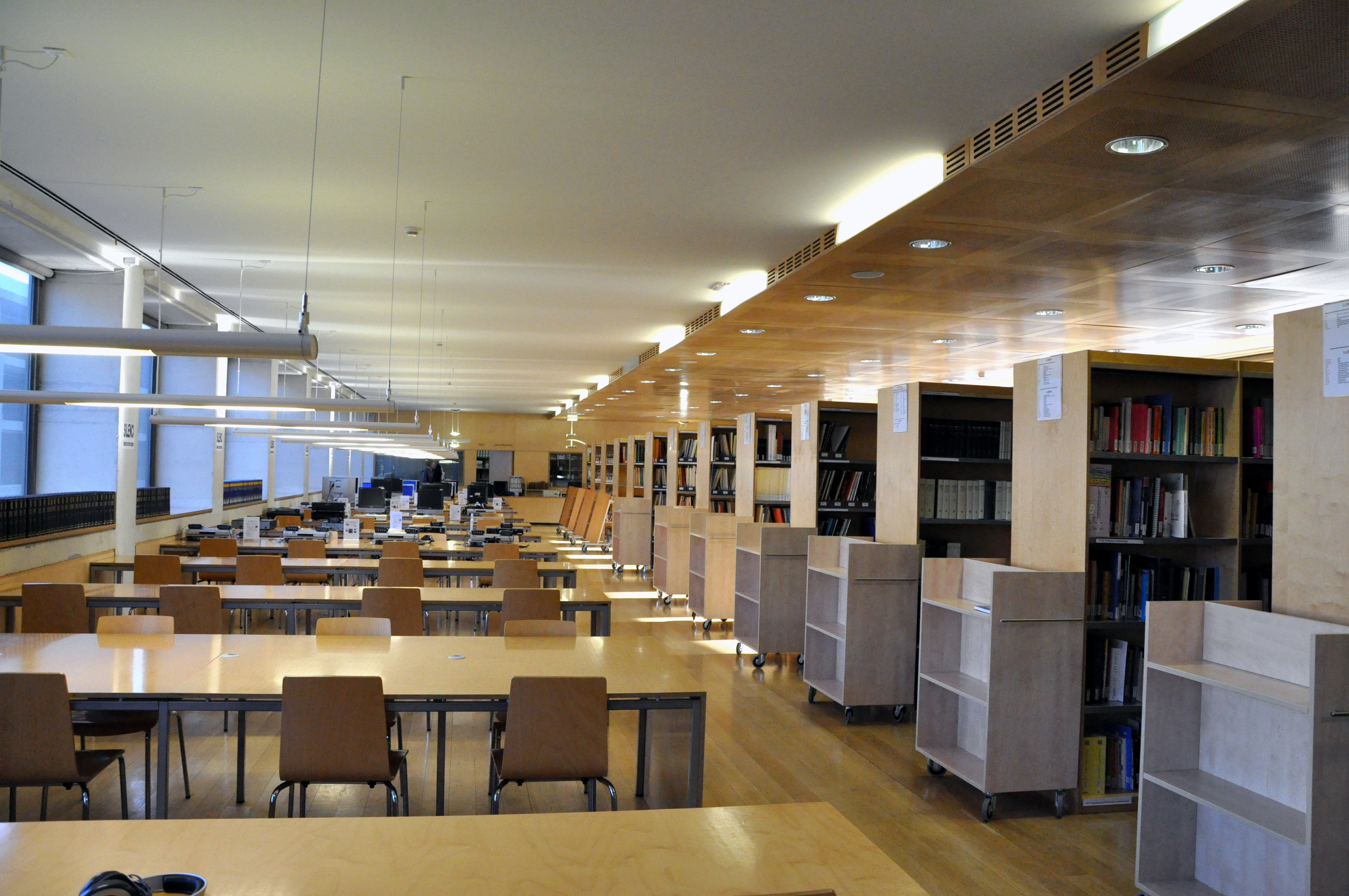
Biblioteca de l'ESMUC.

L'ESMUC neix d'un acord del govern de la Generalitat de Catalunya del 10 d'octubre de l'any 2000 i obre les portes el setembre del 2001 a unes instal·lacions d'un antic centre educatiu al carrer Berenguer de Palou, prop de la Sagrera. El desembre del mateix any s'encomana la seva gestió a la Fundació Privada per l'Escola Superior de Música de Catalunya (DOGC 3530 de desembre de 2001).
L'Article 4 dels estatuts de la Fundació en descriuen l'objecte: «La Fundació té com a objecte fundacional la gestió, promoció i suport, sense afany de lucre, d'iniciatives i activitats relacionades amb l'ensenyament de la música de grau superior i postgrau, i amb l'Escola Superior de Música de Catalunya».
El Patronat de la Fundació està integrat per representants dels departaments d'Ensenyament, Cultura i d'Economia i coneixement, així com membres del Consorci de l'Auditori i l'Orquestra, l'Institut Municipal d'Educació de Barcelona (IMEB) el Consell Català de la Música i el Gran Teatre de Liceu, entre d'altres.
Els elements principals del seu projecte educatiu foren:
- Que a les seves aules s'hi poguessin formar els professionals de totes les professions de la música.

- Que s'hi pogués rebre formació en tots els estils de la música. Que tots els estils musicals, en el futur, es poguessin beneficiar de tenir titulats superiors especialitzats.

- Que els futurs professionals de tots els estils i professions es formessin interactuant; que aprenguessin a interactuar, per tal de cohesionar, en el futur, l'ecosistema musical català.

- Que la formació impartida s'encarés de manera específica a l'ocupabilitat dels titulats, no sols capacitats per ocupar els llocs de treball oferts per les administracions sinó també capaços de crear els seus propis llocs de treball.

- Que no hi hagués cap mena de jerarquització ni entre els diferents estils ni entre les diferents professions.

- Per això calia concebre l'escola com un microcosmos musical en el qual es reproduïssin situacions de col·laboració com les que cal que es donin en la realitat.

- Fer de l'ESMUC el vèrtex de la piràmide de l'educació musical a Catalunya de la qual també formen part les escoles de música i els conservatoris.

- Fer de l'ESMUC un centre innovador i obert a la societat en el qual confluïssin de manera productiva la creació, la producció, la investigació i la docència.

- Dotar-se d'una dimensió europea i obrir camins vers la creació de l'Espai Europeu d'Educació Superior, i d'un espai d'educació artística i musical superior a Catalunya.

- Un sistema de tutoria individual i personalitzada exercida per professorat del departament afí a l'especialitat cursada per l'estudiant.

- La potenciació de l'estudi de determinats instruments com a instruments secundaris amb relació als instruments principals cursats, de manera que aquestes combinacions donessin perfils de titulats competents en diversos instruments i/o estils.

- La no pertinença (però sí vinculació) dels estudiants als departaments (la conceptualització dels departaments com a unitats de docència i recerca que agrupen professorat) i la confluència de molts departaments en la formació de cada estudiant.

Actualment, l'ESMUC acull una mitjana de 150 alumnes cada nou curs i té una capacitat màxima al voltant dels 600 estudiants de grau, més els que fan màsters, postgraus i cursos de formació continuada; i compta amb més de 200 professors.

## Direcció
Des del primer equip directiu que va donar vida a l'ESMUC s'han produït canvis a la direcció relacionats amb els diferents governs que hi ha hagut a la Generalitat de Catalunya.
En el moment de la seva creació, el violinista Gerard Claret i Serra es va convertir en el director de l'Escola, càrrec que va ocupar fins a l'any 2005, en què fou substituït pel director d'orquestra Salvador Mas i Conde. Seguidament, del 2008 fins al 2018 la direcció passà a mans del fagotista Josep Borràs i Roca, elegit pel patronat de la Fundació.
Actualment, la directora general de l'ESMUC és Núria Sempere, i la subdirectora general d'ordenació i planificació acadèmica Melissa Mercadal. També formen part de la direcció de l'Escola Rolf Baecker, com a cap d'estudis des del curs 2017-18 fins al curs 2019-2020, i Josep Baucells, com a secretari acadèmic fins al curs 2020-2021. En el curs 2020-2021, s'incorpora la figura de la Subdirecció general d'administració i de serveis, que actualment ocupa Esteve León.